# Adventure (Gujana)
Adventure – miasto w Gujanie, w regionie Pomeroon-Supenaam.